# Petite ceinture (Bruxelles)
Pour les articles homonymes, voir R20 et Petite ceinture.
La petite ceinture de Bruxelles (en néerlandais : Kleine Ring) ou la R20 est une autoroute urbaine formée par une suite de boulevards et avenues passant en tunnel sous les principales intersections. La petite ceinture délimite le centre historique bruxellois en empruntant le tracé de la seconde enceinte de la ville, construite au XIVe siècle.
D’une longueur approximative de 8 km, l’ensemble dessine grossièrement la forme d’un pentagone, terme sous lequel est communément désigné le cœur de Bruxelles-ville.

## Ring 20
Les boulevards périphériques en Belgique sont appelés ring, qu’il s’agisse de voies autoroutières ou de voiries urbaines.
Bruxelles en possède quatre :
- le R0 qui entoure  l’agglomération,
- le R22, composé  entre autres du boulevard de la Woluwe et du boulevard du Souverain.
- le R21, périphérique intermédiaire qui sépare les quartiers centraux des quartiers de banlieue, et
- le R20 qui comprend la petite ceinture et se prolonge par le boulevard Léopold II et l’avenue Charles-Quint jusqu’au R0.

Le Ring 20 comporte des sections à deux ou trois bandes dans chaque sens et, bien que certaines voies soient réservées aux automobiles, la vitesse y est limitée à 50 km/h.

### Viaduc et tunnels

#### Tunnels
Les tunnels qui sont cités ci-dessous sont dans l'ordre anti-horaire.
- Tunnel Porte de Hal (635 m)
- Tunnel Louise (307 m)
- Tunnel Porte de Namur (122 m)
- Tunnel Trône (332 m)
- Tunnel Art-Loi (61 m)
- Tunnel Madou (65 m)
- Tunnel Botanique (295 m)
- Tunnel Rogier (570 m)
- Tunnel Annie Cordy (2 700 m) (Plus long tunnel de Belgique) (Anciennement Tunnel Léopold II)

## Les boulevards et avenues de la petite ceinture
Toutes les artères formant l'intérieur de la petite ceinture ont été dénommées boulevards alors que les voies extérieures sont des avenues.
- A – Boulevard Léopold II
- B – Boulevard Baudouin
- C – Boulevard d’Anvers
- D – Avenue du Boulevard
- E – Boulevard du Jardin botanique
- F – Avenue Galilée
- G – Boulevard Bischoffsheim
- H – Avenue de l’Astronomie
- I – Boulevard du Régent
- J – Avenue des Arts
- K – Avenue Marnix
- L – Boulevard de Waterloo
- M – Avenue de la Toison d’Or
- N – Avenue Henri Jaspar
- O – Avenue de la Porte de Hal
- P – Boulevard du Midi
- Q – Boulevard Poincaré
- R – Boulevard de l’Abattoir
- S – Boulevard Barthélemy
- T – Boulevard de Nieuport
- U – Boulevard du 9e de Ligne